# Hugo Wesendonck

Hugo Wesendonck, 1848

Hugo Maximilian Wesendonck (* 24. April 1817 in Elberfeld (heute Stadtteil von Wuppertal); † 19. Dezember 1900 in New York City) war ein deutscher Jurist, Unternehmer und Politiker.

## Leben
Wesendonck war der dritte Sohn unter fünf Kindern des Kaufmanns August Wesendonck und dessen Ehefrau Sophia. Einer seiner Brüder war Otto Wesendonck, dessen Frau Mathilde Wesendonck eng mit Richard Wagner befreundet war. Hugo Wesendonck besuchte von 1834 bis 1837 das Gymnasium Elberfeld. Nach dem Abitur studierte er an der Rheinischen Friedrich-Wilhelms-Universität Bonn Rechtswissenschaft. Er gehörte zu den Stiftern des Corps Saxonia Bonn. Nach Ableistung des Militärdiensts als Einjährig-Freiwilliger und dem Abschluss des Studiums in Berlin begann er 1837 den Vorbereitungsdienst für die Beamtenlaufbahn als Auskultator (Referendar) am Bezirksgericht Elberfeld. 1842 wurde Wesendonck Anwalt in Düsseldorf.
Nach dem Ausbruch der Märzrevolution 1848 war Wesendonck Mitgründer des Vereins für demokratische Monarchie in Düsseldorf. Er nahm am Vorparlament teil. Vom 18. Mai 1848 bis zum Ende des Rumpfparlaments am 18. Juni 1849 war Wesendonck Abgeordneter für den Düsseldorfer Wahlkreis in der Frankfurter Nationalversammlung. Dort war er Mitglied der linken Fraktionen Deutscher Hof und Donnersberg sowie Schriftführer des Centralmärzvereins. Wesendonck gehörte in der Septemberrevolution 1848 zu den Rednern auf der Volksversammlung auf der Pfingstweide in Frankfurt am Main. Im Oktober nahm er am Berliner Demokratenkongress und am Gegenparlament teil. Von März bis Mai 1849 gab er die Parlamentskorrespondenz der Linken in Frankfurt am Main heraus. Im selben Jahr wurde er Mitglied der Zweiten Kammer des Preußischen Landtags.
Nach der Eskalation der Reichsverfassungskampagne wurde gegen Wesendonck im Juli 1849 in Düsseldorf ein Untersuchungsverfahren wegen Hoch- und Staatsverrats angestrengt, dem er sich im Dezember durch eine Flucht über die Schweiz und Frankreich in die Vereinigten Staaten entzog. 1850 wurde Wesendonck in Abwesenheit zum Tod verurteilt.
In den USA begann Wesendonck durch die Hilfe seines älteren Bruders Otto, der mit seiner Frau nach Zürich auswanderte, ein Handelsgeschäft mit Manufakturwaren mit Sitz in Philadelphia. 1860 gründete er in New York die Germania-Lebensversicherung und die Deutsche Sparbank.